# Yakult

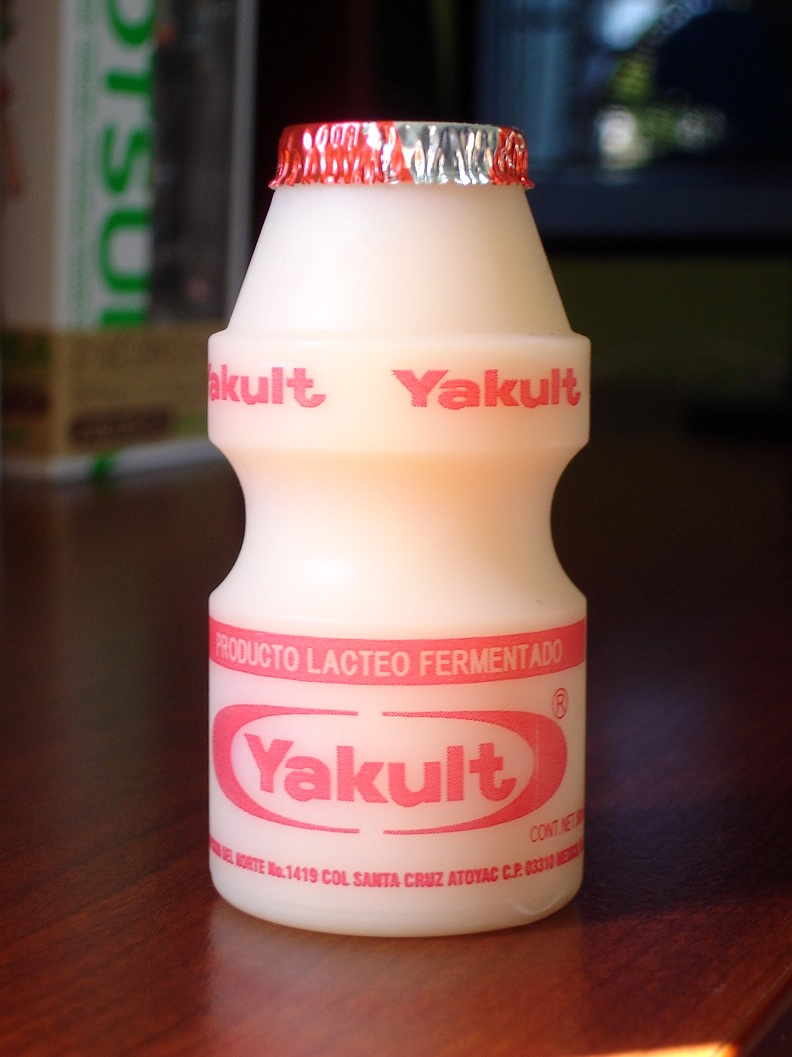
Envàs de Yakult, a Mèxic.

Yakult és un iogurt probiòtic produït mitjançant la fermentació d'una mescla de llet desnatada i sucre amb un bacteri especial, Lactobacillus casei. Tenint en compte que la L. casei Shirota es troba naturalment en el sistema digestiu, Yakult es considera beneficiós per a la salut intestinal. Té un sabor cítric natural.
El seu nom deriva de jahurto, una forma arcaica de l'Esperanto per a iogurt (la paraula moderna és jogurto).
Yakult fou inventat el 1935 al Japó pel pediatre de la Universitat de Kyoto, Minoru Shirota, qui havia estat desenvolupant-ne el ferment des de 1930. El 1955 fundà Yakult Honsha Co., Ltd. (株式会社ヤクルト本社, Kabushiki-gaisha Yakuruto Honsha) (TYO 2267) per a comercialitzar la seva beguda. Des de llavors, Yakult ha presentat a més una línia de begudes pel mercat japonès que conté el bacteri Bifidobacterium i ha utilitzat la seva investigació en lactobacilli en el desenvolupament de cosmètics. Recentment, Yakult Honsha ha jugat un rol més important en el desenvolupament d'una droga utilitzada a quimioteràpia, irinotecan (Camptosar, CPT-11).
Actualment Yakult es comercialitza a 29 països i en diferents formats: a Austràlia i Europa, Yakult es ven en ampolles de 65 ml; als Estats Units i Mèxic, de 80 ml, mentre que a Taiwan i Xina, de 100 ml.

## Ingredients
Standard Yakult (excloent varietats com el Yakult Light) conté:
- Sucre (sacarosa)
- Llet descremada en pols
- Glucosa
- Sabors naturals
- Lactobacillus casei
- Aigua